# ریچارد دزموند (ورزشکار)
ریچارد دزموند (انگلیسی: Richard Desmond; ۲ مارس ۱۹۲۷ – ۱ نوامبر ۱۹۹۰) بازیکن هاکی روی یخ، و فیلم‌نامه‌نویس اهل ایالات متحده آمریکا بود.